# Varès (Lot-et-Garonne)
Varès [vaʁɛs] est une commune du Sud-Ouest de la France, située dans le département de Lot-et-Garonne (région Nouvelle-Aquitaine).

## Géographie

### Localisation
Commune située à 5 km au nord-est de Tonneins sur le Tolzac.

### Communes limitrophes
Les communes limitrophes sont  Fauillet, Gontaud-de-Nogaret, Grateloup-Saint-Gayrand, Hautesvignes, Tonneins et Verteuil-d'Agenais.
| Gontaud-de-Nogaret | Hautesvignes | Verteuil-d'Agenais      |
| Fauillet           | Varès        | Grateloup-Saint-Gayrand |
|                    | Tonneins     |                         |

### Climat
Pour des articles plus généraux, voir Climat de la Nouvelle-Aquitaine et Climat de Lot-et-Garonne.
Historiquement, la commune est exposée à un climat océanique aquitain.  
En 2020, Météo-France publie une typologie des climats de la France métropolitaine dans laquelle la commune est dans une zone de transition entre le climat océanique et le climat océanique altéré et est dans la région climatique Aquitaine, Gascogne, caractérisée par une pluviométrie abondante au printemps, modérée en automne, un faible ensoleillement au printemps, un été chaud (19,5 °C), des vents faibles, des brouillards fréquents en automne et en hiver et des orages fréquents en été (15 à 20 jours).
Pour la période 1971-2000, la température annuelle moyenne est de 12,9 °C, avec une amplitude thermique annuelle de 15,3 °C. Le cumul annuel moyen de précipitations est de 787 mm, avec 10,2 jours de précipitations en janvier et 6,7 jours en juillet. Pour la période 1991-2020, la température moyenne annuelle observée sur la station météorologique la plus proche, située sur la commune de Verteuil-d'Agenais à 6 km à vol d'oiseau, est de 13,8 °C et le cumul annuel moyen de précipitations est de 821,3 mm,. Pour l'avenir, les paramètres climatiques de la commune estimés pour 2050 selon différents scénarios d’émission de gaz à effet de serre sont consultables sur un site dédié publié par Météo-France en novembre 2022.

## Urbanisme

### Typologie
Au 1er janvier 2024, Varès est catégorisée commune rurale à habitat dispersé, selon la nouvelle grille communale de densité à sept niveaux définie par l'Insee en 2022.
Elle est située hors unité urbaine. Par ailleurs la commune fait partie de l'aire d'attraction de Tonneins, dont elle est une commune de la couronne,. Cette aire, qui regroupe 11 communes, est catégorisée dans les aires de moins de 50 000 habitants,.

## Héraldique
| Blason de Varès | Blason  | De sinople au pont voûté d'or, maçonné de sable, posé sur une rivière d'azur agitée d'argent et mouvant de la pointe, et sommé d'un cerf d'argent, ledit cerf accompagné en flancs de quatre feuilles de chêne d'or nervurées du champ, celles de dextre posées en chevron couché et celles de senestre en chevron contourné; au comble d'argent chargé de l'inscription "VARÈS" de gueules, flanqué en pal du même, chaque flanc chargé d'un léopard lionné d'or, celui de dextre contourné. |
| Blason de Varès | Détails | Le statut officiel du blason reste à déterminer. |

## Politique et administration
| Période                                  | Période      | Identité          | Étiquette | Qualité                                               |
| ---------------------------------------- | ------------ | ----------------- | --------- | ----------------------------------------------------- |
| Les données manquantes sont à compléter. |              |                   |           |                                                       |
| mars 1977                                | mars 2001    | Étienne Dubernard |           |                                                       |
| mars 2001                                | octobre 2008 | Roland Boudet     | PCF       |                                                       |
| novembre 2008                            | mai 2020     | Jacky Trouvé      |           |                                                       |
| mai 2020                                 | En cours     | René Zaros        |           | Directeur de la Chambre des Métiers de Lot-et-Garonne |

## Démographie
L'évolution du nombre d'habitants est connue à travers les recensements de la population effectués dans la commune depuis 1800. Pour les communes de moins de 10 000 habitants, une enquête de recensement portant sur toute la population est réalisée tous les cinq ans, les populations de référence des années intermédiaires étant quant à elles estimées par interpolation ou extrapolation. Pour la commune, le premier recensement exhaustif entrant dans le cadre du nouveau dispositif a été réalisé en 2006.

En 2022, la commune comptait 658 habitants, en évolution de −1,2 % par rapport à 2016 (Lot-et-Garonne : −0,18 %, France hors Mayotte : +2,11 %).
| 1800 | 1806 | 1821 | 1831 | 1836 | 1841 | 1846 | 1851 | 1856 |
| ---- | ---- | ---- | ---- | ---- | ---- | ---- | ---- | ---- |
| 554  | 566  | 660  | 971  | 961  | 930  | 900  | 839  | 848  |

| 1861 | 1866 | 1872 | 1876 | 1881 | 1886 | 1891 | 1896 | 1901 |
| ---- | ---- | ---- | ---- | ---- | ---- | ---- | ---- | ---- |
| 851  | 856  | 805  | 807  | 718  | 675  | 634  | 592  | 547  |

| 1906 | 1911 | 1921 | 1926 | 1931 | 1936 | 1946 | 1954 | 1962 |
| ---- | ---- | ---- | ---- | ---- | ---- | ---- | ---- | ---- |
| 541  | 521  | 467  | 508  | 521  | 533  | 518  | 484  | 474  |

| 1968 | 1975 | 1982 | 1990 | 1999 | 2006 | 2011 | 2016 | 2021 |
| ---- | ---- | ---- | ---- | ---- | ---- | ---- | ---- | ---- |
| 420  | 459  | 618  | 680  | 691  | 645  | 637  | 666  | 660  |

| 2022 | - | - | - | - | - | - | - | - |
| ---- | - | - | - | - | - | - | - | - |
| 658  | - | - | - | - | - | - | - | - |

## Lieux et monuments
On y trouve un château datant du XVIIe siècle appartenant depuis les années 1950 à la SNCF. Aujourd'hui ce château accueille, durant la saison estivale des colonies de vacances du CCGPF (CCE SNCF).
- Église Saint-Cirq de Villottes. Elle est inscrite à l'Inventaire général du patrimoine culturel[19].
- Église Sainte-Marthe de Varès. Elle est inscrite à l'Inventaire général du patrimoine culturel[20].
- Église Notre-Dame de Varès. Elle est inscrite à l'Inventaire général du patrimoine culturel[21].

## Personnalités liées à la commune
Guy Brousseau, professeur émérite à l’IUFM d’Aquitaine, docteur honoris causa de l’université de Montréal, et de l’université de Genève, a exercé comme instituteur à l’école de Varès avec son épouse Nadine Brousseau, de 1953 à 1962.